# Środek błonotwórczy
Środek błonotwórczy, lakier błonotwórczy – substancja chemiczna tworząca po wyschnięciu błonę.
Obecność tego środka w kosmetyku powoduje powstanie po jego użyciu jednolitej warstwy na włosach lub paznokciach (zależnie od miejsca nałożenia kosmetyku).